# オラシオ・グティエレス
オラシオ・グティエレス（Horacio Gutiérrez, 1948年 ハバナ – ）は、ヴィルトゥオーゾの誉れ高いキューバ出身のピアニスト。
家族に連れられ13歳で渡米し、ロサンジェルスでセルゲイ・タルノフスキーに、後にジュリアード音楽学校に進学してアデール・マーカスに師事。タルノフスキーはウラジミール・ホロヴィッツの旧師であり、マーカスは伝説のピアニスト、ヨゼフ・レヴィーンの門人だった。その後は、カール・フリードベルクの門人ウィリアム・マセロスに師事している（フリートベルク自身がクララ・シューマンやブラームスの門下であった）。
1966年に、名高い「ヤング・ピープルズ・コンサート」でレナード・バーンスタインと共演して、アメリカのテレビ番組に初めて出演し、ムソルグスキーの《展覧会の絵》を弾いた。
1967年より市民権を得てアメリカ合衆国に帰化し、同じマセロス門下のパトリシア・アッシャーと結婚して、アメリカを生活と活動の拠点としている。1970年にチャイコフスキー国際コンクールで銀メダルを獲得してから間もなく、あらゆる主要な演奏会で演奏し、世界中で旋風を捲き起こした。これまでに共演した指揮者に、ヨーゼフ・クリップスやユージン・オーマンディ、エーリヒ・ラインスドルフ、ユーリ・アーロノヴィチ、クラウス・テンシュテット、ムスティスラフ・ロストロポーヴィチ、アンドレ・プレヴィン、ズービン・メータ、ロリン・マゼール、小澤征爾、ウラジミール・アシュケナージ、ダニエル・バレンボイム、クルト・マズア、ジェームズ・レヴァイン、ゲンナジー・ロジェストヴェンスキー、クリストフ・エッシェンバッハ、アンドルー・デイヴィス、デイヴィッド・ジンマン、ジェラルド・シュワルツ、アンドルー・リットン、ワレリー・ゲルギエフらがいる。
グティエレスは、ロマン派的な奔放さと古典的な均斉感とを珍しく融合させた演奏で知られており、多くのピアノ愛好家から、20世紀後半で最大のピアニストの一人とみなされている。
ニューヨークのマンハッタン音楽学校の教員でもある。

## 註記
1. ↑  http://memory.loc.gov/cgi-bin/ampage?collId=lbcoll&fileName=lbypc/0382/0382.db&recNum=29&itemLink=D?lbcoll:3:./temp/~ammem_IglR::